# Đường biển Western Interior

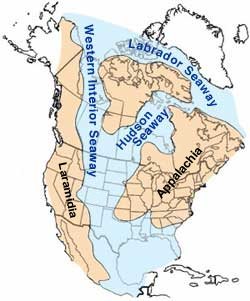
Đường biển Western Interior vào giữa kỉ Phấn trắng, khoảng 100 triệu năm về trước

Đường biển Western Interior  (cũng gọi là Đường biến Phấn trắng, Biển Niobraran hay Vùng biển nội hải Bắc Mỹ) là một vùng biển nội hải lớn tồn tại từ giữa đến cuối kỷ Phấn trắng và một chút kỷ Paleogen, chia cắt Bắc Mỹ ra làm 2, Laramidia ở phía Tây và Appalachia ở phía Đông.